# Marco Brunetti
Marco Brunetti (* 9. července 1962, Turín) je italský římskokatolický duchovní a biskup Alby.

## Život
Narodil se 9. července 1962 v Turíně.
Vstoupil do nižšího semináře v Giaveno a následně do kněžského arcibiskupského semináře v Turíně. Po teologickém studiu na Papežské fakultě Severní Itálie a Teologickém institutu Camillianum v Římě byl 7. června 1987 kardinálem Anastasiem Albertem Ballestrerem vysvěcen na kněze. Stal se farním vikářem u sv. Petra a Pavla v Santeně.
Sloužil ve farnostech v Settimo Torinese, Trofarello a Testoně. Byl ředitelem tří kněžských domů a kanovníkem metropolitní kapituly. Byl členem kněžské rady arcidiecéze a regionu. Dne 21. ledna 2016 jej papež František jmenoval biskupem Alby. Biskupské svěcení přijal 13. března z rukou arcibiskupa Cesare Nosiglii a spolusvětiteli byli kardinál Severino Poletto a biskup Giacomo Lanzetti.